# The Star (película de 2017)
The Star (en España: Se armó el Belén, en Hispanoamérica: La estrella de Belén) es una película estadounidense de animación digital del género comedia y aventuras, dirigida por Timothy Reckart y estrenada en 2017. 
Basada en la Natividad de Jesús y en una idea original de Tom Sheridan, el guion fue escrito por Carlos Kotkin y Simon Moore. Fue producida por Sony Pictures Animation en sociedad con Walden Media, Affirm Films, Franklin Entertainment y The Jim Henson Company. Cuenta con las voces de Steven Yeun, Gina Rodríguez, Zachary Levi, Keegan-Michael Key, Kelly Clarkson, Patricia Heaton, Kristin Chenoweth, Tracy Morgan, Tyler Perry y Oprah Winfrey. 
La película fue lanzada por Columbia Pictures a través de Sony Pictures Entertainment el 17 de noviembre de 2017 en los Estados Unidos. Ha recibido críticas mixtas y ha recaudado más de 60 millones de dólares en todo el mundo.

## Argumento
Nueve meses antes del nacimiento de Cristo, un ángel visita a María diciéndole que ella dará a luz al mesías. Un Jerbo llamado Abby escucha la conversación y le cuenta a los otros animales mientras una estrella empieza brillando intensamente en la noche. 
Tres meses después, un burro joven está cansado de moler trigo y desea unirse a una caravana ambulante para sentirse importante. Un burro viejo (que también trabaja para el molinero) lo ayuda a escapar del molinero que los posee y termina con un tobillo lesionado en la casa de María y José, que acaban de tener su cena de bodas. María adopta al burro y lo nombra Booz, Bo para abreviar, y le revela a José que está embarazada, con José aceptando la situación de María después de orar a Dios. Durante este tiempo, Bo y su amigo, el palomo Dave, planean escapar a pesar de la bondad de María, pero terminan quedándose seis meses más. 
Mientras tanto, tres hombres sabios y sus camellos, Félix, Ciro y Deborah, llegan a la casa del rey Herodes. Los sabios revelan sus regalos de oro, incienso y mirra, pero cuando afirman que esos regalos son para el "nuevo rey", Herodes los envía a su encuentro, pero en secreto envía también a su jefe soldado y a sus dos perros, Thaddeus y Rufus (un lobo y alano respectivamente), para que encuentren y maten al nuevo rey. 
Cuando María y José dejan Nazaret para dirigirse a Belén, Bo y Dave intentan escapar de nuevo, pero son encontrados por Thaddeus y Rufus. Después de enterarse de que María y José ya no se encuentran en casa, el soldado y sus perros salen en su búsqueda. Sintiéndose culpable, Bo decide advertirles del peligro. A lo largo de la ruta conocen a una oveja amistosa llamada Ruth, que dejó su rebaño cuando vio la estrella. 
Después de bastantes aventuras finalmente llegan a Belén, donde José no puede encontrar una posada para María. El molinero, que casualmente estaba allí también, secuestra a Bo, por lo que Ruth y Dave deben intentar rescatarlo. Los sabios también llegan, pero los camellos, que conocen el plan de Herodes, son atados a un poste. Bo termina en un establo donde se encuentra con una yegua llamada Leah, una vaca llamada Edith y un cabrito llamado Zach. Revelan que no han podido dormir en nueve meses debido al intenso brillo de la estrella en su pesebre. Al darse cuenta de esta revelación, los animales ayudan a Bo a escapar. Bo encuentra a María y a José y los regresa al pesebre mientras Dave se encuentra con Cyrus, Felix y Deborah y los ayuda a escapar. Ruth encuentra a su rebaño e intenta convencerlos de que la sigan, pero recibe ayuda inesperada del ángel que informa a los pastores y las ovejas que el Salvador viene. Bo logra luchar contra Thaddeus y Rufus, pero es superado por el soldado. De repente, Ruth y su rebaño, los camellos y Dave llegan y los ayudan a librarse de los malvados perros y del soldado. Ahora todos llegan para ver el nacimiento de Jesús de Nazareth.
Durante los créditos, se muestra que José compra a Bo al molinero para que los ayude a él y a María a criar a Jesús. Mientras suena la canción "Life is Good" y pasan varias imágenes.

## Reparto
- Steven Yeun - Bo
- Gina Rodriguez - Virgen María
- Zachary Levi - José
- Keegan-Michael Key - Dave
- Kelly Clarkson - Leah
- Patricia Heaton - Edith
- Kristin Chenoweth - Abby
- Tracy Morgan - Felix
- Tyler Perry - Cyrus
- Oprah Winfrey - Deborah
- Aidy Bryant - Ruth
- Anthony Anderson - Zach
- Kris Kristofferson - Padre de Bo
- Christopher Plummer - Herodes
- Ving Rhames - Thaddeus
- Gabriel Iglesias - Rufus
- Delilah - Elizabeth
- Mariah Carey - Rebecca
- Joel Osteen - Gaspar
- Joel McCrary - Zacarías
- Phil Morris - Baltazar
- Fred Tatasciore - Melchor
- Lex Lang - Cazador
- Roger Craig Smith - Chambelán
- Joe Whyte - Escriba
- William Townsend - Caballo
- Las voces de los posaderos fueron proporcionadas por Gregg Berger, Roger Craig Smith, Melissa Sturm, Fred Tatasciore y Joe Whyte.

## Producción
En septiembre de 2014 se informó que Devon Franklin produciría una película basada e inspirada en la historia de la Natividad en colaboración con Sony Pictures Animation. En abril de 2015, la revista Variety informó que Timothy Reckart dirigiría la película en su debut como director. El 5 de agosto se anunció la película con el  tituló El Cordero, con una fecha tentativa para el 8 de diciembre de 2017. El 20 de julio de 2016 se anunció que Brian Henson y Lisa Henson de la Jim Henson Company serían los productores ejecutivos de la cinta, ahora llamada The Star.
En una entrevista con Animation Magazine, Reckart expresó que se sentía animado para dirigir la película al ver que había una carencia de la historias navideñas de este tipo. La animación fue producida por Cinesite Studios.

### Casting
El 5 de enero de 2017 se informó que Oprah Winfrey y Tyler Perry estarían en la película. El resto del reparto fue anunciado el 19 de enero de 2017.

### Marketing
El primer tráiler fue presentado el 26 de julio de 2017. El 16 de noviembre de ese mismo año fue publicado el vídeo oficial de la canción The Star, interpretado por Mariah Carey, disponible en su canal de YouTube.

## Recepción

### Taquilla
El 27 de noviembre de 2017, la película había recaudado más de 22 millones de dólares solamente en los Estados Unidos y Canadá, y 1,8 millones en otros territorios, para un total de 24,2 millones. A 1 de enero de 2018, la película había logrado recaudar 40,2 millones de dólares en Estados Unidos y Canadá, y 13,4 millones de dólares en otros territorios, logrando superar a The Emoji Movie, el cual hizo perder a Sony 30 millones de dólares 2 años antes, haciendo un total de 53,6 millones, contra un presupuesto de producción de 20 millones.
En los Estados Unidos y Canadá, The Star fue estrenada simultáneamente con las películas La Liga de la Justicia y Wonder, siendo proyectado que recaudaría alrededor de 10 millones de dólares de 2.800 cines en su primer fin de semana. La película recaudó 2,8 millones en su primer día en los cines. Finalmente recaudó 9,8 millones en su primer fin de semana, terminando en sexta posición en la taquilla.

### Recepción crítica
En el sitio web de reseñas Rotten Tomatoes, la película tiene una calificación promedio de 43% con base en 43 reseñas, con una calificación promedio de 5 sobre 10. El consenso crítico del sitio dice: "Puede que The Star no deje al público cantando "aleluya", pero su aproximación sincera a la historia de la natividad hace que sea una aceptablemente divertida película para las vacaciones". En Metacritic, que asigna una calificación normalizada a las reseñas, la película tiene un puntaje promedio ponderado de 42 sobre 100, basado en 12 críticas, lo que indica "revisiones mixtas o promedio". Las audiencias encuestadas por CinemaScore dieron a la película una nota promedio de "A" en una escala de A+ a F. Pese a todo la audiencia en Rotten Tomatoes igualmente le da un 70% de aceptación.

### Controversia
La película fue objeto de una controversia en Francia. Los alumnos de un colegio de una ciudad francesa fueron llevados a un cine a ver la película, pero cuando los profesores se dieron cuenta de que la película no era "muy laica", que no era sobre una leyenda de Navidad sino sobre la historia de la Natividad, pidieron que se cortara la proyección. La noticia desató la indignación de numerosos internautas en las redes sociales, que denunciaron que la suspensión de la película en nombre de la laicidad representaba en realidad una forma de cristianofobia, y cuestionaron que se censurara a los escolares el origen de las fiestas de Navidad.

## Premios y nominaciones
| Premio               | Categoría                                       | Resultado |
| -------------------- | ----------------------------------------------- | --------- |
| Premios Globo de Oro | Anexo: Globo de Oro a la mejor canción original | Nominada  |

## Banda sonora
El álbum The Star: Original Motion Picture Soundtrack fue publicado el 27 de octubre de 2017, incluyendo contribuciones de Jessie James, Jake Owen, Kelsea Ballerini, Zara Larsson, Casting Crowns, Kirk Franklin, Fifth Harmony, Yolanda Adams, Saving Forever y Mariah Carey.
| The Star: Original Motion Picture Soundtrack |                                |                   |          |  |
| N.º                                          | Título                         | Artista           | Duración |  |
| 1.                                           | «The Star»                     | Mariah Carey      | 4:01     |  |
| 2.                                           | «Children Go Where I Send You» | Kelsea Ballerini  | 2:40     |  |
| 3.                                           | «We Three Kings»               | Kirk Franklin     | 4:06     |  |
| 4.                                           | «Can You See»                  | Fifth Harmony     | 3:57     |  |
| 5.                                           | «Life Is Good»                 | A Great Big World | 3:16     |  |
| 6.                                           | «Mary, Did You Know»           | Zara Larsson      | 3:23     |  |
| 7.                                           | «O Holy Night»                 | Yolanda Adams     | 4:20     |  |
| 8.                                           | «What Christmas Means to Me»   | Saving Forever    | 3:03     |  |
| 9.                                           | «Home for Christmas»           | Jessie James      | 4:51     |  |
| 10.                                          | «His Eye Is on the Sparrow»    | Casting Crowns    | 4:19     |  |
| 11.                                          | «What Child Is This?»          | Jake Owen         | 3:16     |  |
| 12.                                          | «Carol of the Bells»           | Pentatonix        | 3:13     |  |